# دریبر
دریبر (به هلندی: Drijber) یک منطقهٔ مسکونی در هلند است که در میدن-درنته واقع شده‌است. دریبر ۱۲۰ نفر جمعیت دارد.